# Baronía de la Cruz de Buil
La Baronía de la Cruz de Buil es un título nobiliario español creado por Real Decreto del 3 de mayo de 1795 y Real Despacho del 23 de diciembre de 1796 por el rey Carlos IV a favor de José Buil y Foz, Infanzón de Aragón.
El título se creó con la denominación de "Barón de la Cruz Roja", denominación que fue cambiada en 1925 al ser rehabilitado este título en 1925 por el rey Alfonso XIII a favor de Antonio de Salvador y Buil con la actual denominación. 

## Barones de la Cruz de Buil
|                                                  | Titular                                          | Periodo                                          |
| Creación por Carlos IV                           | Creación por Carlos IV                           | Creación por Carlos IV                           |
| Barones de la Cruz Roja (primitiva denominación) | Barones de la Cruz Roja (primitiva denominación) | Barones de la Cruz Roja (primitiva denominación) |
| ------------------------------------------------ | ------------------------------------------------ | ------------------------------------------------ |
| I                                                | José Buil y Foz                                  | 1796- ?                                          |
| .                                                | .                                                |                                                  |
| Rehabilitación por Alfonso XIII                  |                                                  |                                                  |
| Barones de la Cruz de Buil (actual denominación) |                                                  |                                                  |
| III                                              | Antonio de Salvador y Buil                       | 1925-1936                                        |
| IV                                               | Víctor Navarro y Vicente                         | 1953-1956                                        |
| V                                                | José María Navarro y Laguarta                    | 1959-1972                                        |
| VI                                               | Ramón Navarro y García                           | 1977-actual titular                              |

## Historia de los barones de la Cruz de Buil
- José Buil y Foz, I barón de la Cruz Roja (antigua denominación), Infanzón de Aragón.
- José de Buil y Jiménez de Cenarbe, II barón de la Cruz Roja.

III. D. Antonio de Salvador y Buil. En 4 de mayo de 1956 sucedió,
IV. D. Víctor Navarro y Vicente. En 20 de julio de 1977 sucedió su hijo,
Rehabilitado en 1925 por:
- Antonio de Salvador y Buil (f. en 1936), III barón de la Cruz de Buil. Sin descendientes. Le sucedió su sobrino nieto:

- Víctor Navarro y Vicente (f. en 1956), IV barón de la Cruz de Buil.

1. Casó con Guadalupe Laguarta y Laguarta. Le sucedió su hijo:

- José María Navarro y Laguarta (f. en 1972), V barón de la Cruz de Buil.

1. Casó con María Antonia García Bermúdez Feidt. Le sucedió su hijo:

- Ramón Navarro y García (n. en 1931), VI barón de la Cruz de Buil.

1. Casado con Margarita Fuentes Gómez.[2]